# Stanisław Przybyszewski
Stanisław Feliks Przybyszewski (7. květen 1868, Łojewo (Inowrocław), Prusko (dnes Polsko) – 23. listopad 1927, Jaronty (Inowrocław), Polsko) byl polský dekadentní a expresionistický spisovatel, dramatik a básník, člen hnutí Mladé Polsko. Svá díla psal německy i polsky.

## Život
Stanisław Feliks Przybyszewski byl synem učitele. Byl problémovým studentem střední školy, vystřídal několik škol a nakonec maturoval v roce 1889 na německém gymnáziu v Toruni. Poté odešel do Berlína, kde studoval nejprve architekturu a později lékařství. Zde se seznámil s filosofií Friedricha Nietzscheho a se satanismem. Rovněž se aktivně účastnil berlínského bohémského života. V této době k jeho přátelům patřili například Edvard Munch, Richard Dehmel a August Strindberg, se kterými se setkával ve vinárně Zum schwarzen Ferkel (U černého selete na bulváru Unter den Linden). V roce 1892 byl redaktorem berlínského polsky psaného socialistického týdeníku Gazeta Robotnicza. V roce 1895 byl spoluzakladatelem časopisu Pan a publikoval též v časopisu Die Fackel, který vydával Karl Kraus .
V Berlíně žil se svou družkou Marthou Förder, se kterou měl tři děti (třetí až v době, kdy už byl ženat). 18. dubna 1893 se oženil s norskou pianistkou a spisovatelkou Dagny Juel a v letech 1894-1898 žil střídavě v Berlíně a v rodném městě své ženy Kongsvinger v Norsku. Měli spolu dvě děti: syna Zenona (nar. 28. září 1895) a dceru Ivu (nar. 3. října 1897).
V roce 1896 byl zatčen pro podezření z vraždy své družky Marthy Förder. Po zjištění, že spáchala sebevraždu otravou oxidem uhelnatým, byl propuštěn. Jejich tři děti byly umístěny do různých sirotčinců.

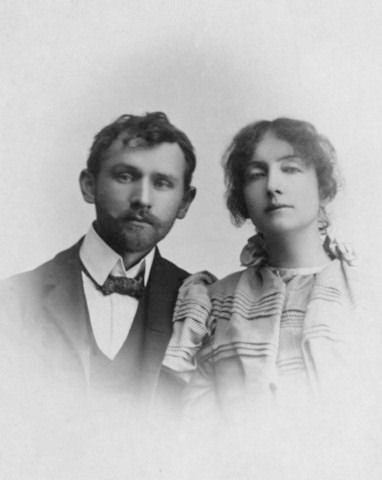
manželé Stanisław a Dagny Przybyszewski, asi 1897-1898

Na podzim 1898 se manželé Przybyszewští přestěhovali do Krakova, kde se Stanisław Przybyszewski stal záhy vedoucí osobností místní skupiny mladých pokrokových umělců Mladé Polsko (Młoda Polska) a pracoval jako redaktor časopisu Życie, který byl jejich platformou. Vydávání časopisu bylo ale dalšího roku zastaveno pro problémy s cenzurou a problémy finanční.
Při návštěvě u básníka a dramatika Jana Kasprowicze ve Lvově se zamiloval do jeho ženy Jadwigy. Ta opustila manžela a dcery a v roce 1899 spolu odešli do Varšavy. Dagny Juel Przybyszewska odjela v roce 1900 do Paříže a v roce 1901 byla zastřelena svým milencem v Tbilisi. Przybyszewski měl dále vztah s malířkou Anielou Pająkównou, se kterou měl dceru Stanisławu Przybyszewskou (1901-1935), pozdější spisovatelku a dramatičku, autorku známé divadelní hry Případ Danton.
V roce 1905 Stanisław Przybyszewski a Jadwiga Gąsowska přesídlili do Toruně, kde se Przybyszewski léčil z alkoholismu (bojoval s ním celý zbytek života). Dne 11. dubna 1905 se vzali. V roce 1906 odcestovali do Mnichova. Tato cesta byla zpočátku hrazena z prodeje rukopisu divadelní hry Śluby (Sňatky). Během první světové války ale vydávání jeho děl vázlo a Przybyszewski se proto uchyloval k psaní účelových politických brožur. V letech 1917-1918 spolupracoval s expresionistickým časopisem "Zdrój", který vycházel v Poznani. Po skončení války žil krátce v Československu. Do Polska se vrátil v roce 1919. Pokoušel se pracovat jako ředitel divadla v Poznani. Jako autor německých válečných brožur byl ale odmítnut. Pracoval jako překladatel z němčiny pro polskou poštu, od roku 1920 pan v Gdaňsku, kde měl též polské knihkupectví a pomáhal se založením polského gymnázia. Poté se pokoušel zakotvit v Toruni, Zakopaném a Bydhošti. Od roku 1924 pracoval pro prezidentskou kancelář ve Varšavě. Obdržel vyznamenání Krzyż Oficerski Řádu Polonia Restituta (Order Odrodzenia Polski) a byl komturem tohoto řádu.
Ačkoli ve svých předcházejících dílech odmítal křesťanství a v některých spisech se dokonce hlásil k satanismu, v říjnu 1926 se opět přihlásil ke katolické církvi a vyjádřil lítost nad svým dosavadním životem. V roce 1927 se vrátil do rodného kraje, kde záhy zemřel.

## Dílo
- Die Totenmesse, 1895,

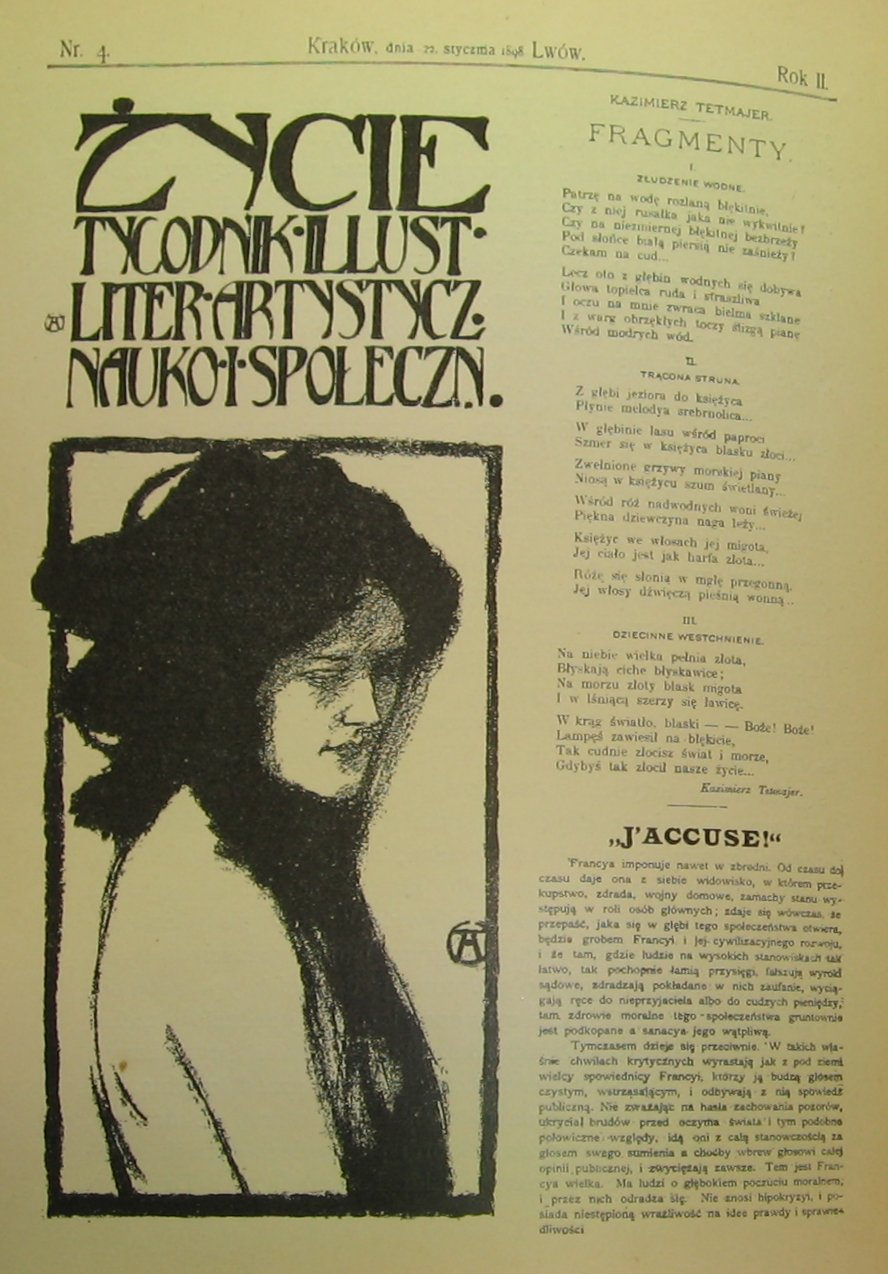
titulní strana časopisu Życie 1898

- Zur Psychologie des Individuums (1892) K psychologii individua - eseje
  - I Chopin und Nietzsche
  - II Ola Hansson
- 1894, Černá mše
- De Profundis, (1895)
- Vigilien, (1895), Vigilie
- Homo sapiens (1896), románová trilogie s autobiografickými prvky:
  - Über Bord, Přes palubu
  - Unterwegs, Cestou
  - Im Maelstrom, V Malstromu
- Nad morzem 1898 (česky vyšlo již 1897)
- Satans Kinder (1897) Děti Satanovy - román
- Die Synagoge des Satan, německy 1897; Synagoga szatana, polsky 1899
- Epipsychidion (1900)
- Androgyne (1900)
- Totentanz der Liebe (1902), obsahuje čtyři dramata:
  - Dla szczęścia (něm. Das grosse Glück) (1897) Pro štěstí
  - Das goldene Vliess (1901) Zlaté rouno
  - Die Mutter
  - Die Gäste
- Schnee (1903) Sníh - drama
- Erdensöhne (1905) Synové země - trilogie
- Gelübde (1906) Slib
- Śluby (1907) Sňatky - drama
- (1912) Hlubina - drama
- (1912-1913) Silný člověk
- Dzieci nędzy (1913-1914) Děti bídy
- Polen und der heilige Krieg (1915)
- Von Polens Seele. Ein Versuch (1917)
- Der Schrei (1918) Křik - román
- (1924) Království bolestné - román
- Mściciel (1927) Mstitel - drama
- Moi współcześni (1928) Moji současníci - paměti

### česky vyšlo
Jeho díla byla často překládána do češtiny. Měl vliv např. na Stanislava Kostku Neumanna, jeho obdivovatelem byl F. X. Šalda.
- Epipsychidion, Moderní revue, 1897
- U moře, Moderní revue, 1897
- Cestou, přeložil Karel Kamínek, Karel Stanislav Sokol, asi 1898
- Satanovy děti, přeložil Milan Fučík, Grosman a Svoboda, asi 1901
- Přes palubu (trilogie Homo sapiens, díl 1.), přeložil Alfons Breska, Kamilla Neumannová, 1905
- Malstrom trilogie Homo sapiens, díl 3., přeložil F. R. Dlouhý, Kamilla Neumannová, 1905, další vydání pod názvem V Malstromu
- Pro štěstí, přeložil Adolf Černý, Jan Otto, 1908
- Synové země, přeložil Jaroslav Ráček, Kamilla Neumannová, 1909
- Androgyne, přeložil Karel Boleslav Jirák, Kamilla Neumannová, 1910
- Satanova synagoga, přeložil Sarus Omans, 	Praha: R. Brož 1911
- Cestou, přeložil Karel Kamínek, Kamilla Neumannová, 1913
- Silný člověk trilogie přeložil Stanislav Minařík, František Borový, asi 1914 (další vydání 1928)
- Soud, přeložil Bedřich Beneš Buchlovan, Kamilla Neumannová, 1917
- Křik, přeložil Bořivoj Prusík, Nakladatelské družstvo Máje, 1918 Dostupné online
- Děti bídy, přeložil Stanislav Minařík, Kvasnička a Hampl, 1918
- Vigilie, přeložil a vydal František Uvíra, 1927
- Chopin a národ, přeložil R. J. Vonka, Vladimír Žikeš, 1929
- Křik, přeložila Anetta Balajková, Odeon, 1978
- Satanova synagoga, Brno: Yetti 1993.
- Království bolestné, přeložil Jaroslav Radimský, Herrmann a synové, 1996, ISBN 80-238-0131-7
- Paměti, korespondence (výbor), vybrala a přeložila Jasna Hloušková, Aurora, 1997, ISBN 80-85974-15-0